# D.Va
D.Va — персонаж многопользовательской игры Overwatch, вышедшей в 2016 году и разработанной компанией Blizzard Entertainment. Это прозвище девятнадцатилетней бывшей киберспортсменки Ханны Сон, служащей в мобильной группе экзобойцов корейской армии, где она пилотирует экспериментальную военную меху. По стилистике боя персонаж — танк: она предназначена отвлекать вражескую команду, брать её огонь на себя. Несмотря на то, что некоторые игроки отмечают несбалансированность персонажа, D.Va положительно встречена игровым сообществом и имеет массу поклонников.

## Описание
D.Va — это прозвище девятнадцатилетней бывшей киберспортсменки Ханны Сон, служащей в мобильной группе экзобойцов корейской армии (МЕКА), где она пилотирует экспериментальную военную ярко-розовую меху. В 16 лет она заняла первое место в ранге игроков StarCraft, и занимала первенство в течение трёх лет подряд, пока ей не пришлось бросить киберспорт ради службы в MEKA. Действие Overwatch происходит в будущем через 60 лет и через несколько десятилетий после Восстания машин, когда роботы под названием омники развязали войну против людей. Каждая страна по-разному противостояла омникам. В Южной Корее была создана МЕКА, куда призвали многих звёзд киберспорта, так как их игровые навыки подходят для пилотирования мех. Свои боевые операции D.Va транслировала в Интернете, благодаря чему она стала мировой знаменитостью. Впоследствии по инициативе ООН был создан элитный боевой отряд «Overwatch», который спас мир от омников. Однако через 20 лет после войны отряд был распущен из-за обвинений в коррупции и нарушений прав человека. В результате вырос уровень преступности, и появились новые злодеи. Однако им противостоят как бывшие солдаты «Overwatch», так и новые герои, самостоятельно объединившиеся для миротворчества, среди которых сражается и D.Va.

## Геймплей
По стилистике боя персонаж — танк. D.Va предназначена отвлекать вражескую команду, брать её огонь на себя, поэтому запас здоровья D.Va в мехе больше, чем у других персонажей. Меха оснащена двумя атомными пушками с бесконечным боезапасом, которые вблизи наносят существенный урон. Однако стрельба из них замедляет её движение. В меху также встроены ускорители, позволяющие ей взлететь и менять направление движения во время полёта. Столкновение с противником при использовании ускорителей также способно нанести ему повреждение. Благодаря защитной матрице D.Va может сбивать летящие в неё вражеские снаряды и блокировать урон от некоторых ультимативных способностей противников. Ультимативная способность самой D.Va — это самоуничтожение мехи, чей взрыв наносит смертельный урон игрокам поблизости. За некоторое время до взрыва Ханна катапультируется из неё. Также она способна выбраться из мехи, когда очки здоровья у мехи закончатся, и та будет разрушена. Без мехи персонаж способен продолжить бой, используя световой пистолет или вызвав новую меху.

## Разработка
В первоначальной разработке урон, наносимый D.Va врагам, был больше текущей версии, и персонаж имел концепцию стрелка из авангарда. При этом D.Va была трудным соперником, со слов разработчиков, «летающей убийцей». Она могла быстро прилететь к врагу, уничтожить его и тут же улететь назад. При этом соперник никак не мог ей противостоять. По этой причине наносимый урон был снижен. В английской версии игры персонажа озвучила актриса Шарлет Чанг.
29 октября 2015 года в твиттере «Overwatch» появился намёк о презентации нового контента, и уже на следующий день D.Va была объявлена как новый персонаж игры, а на сайте чемпионата по «StarCraft» была размещена её вымышленная биография. Уже после выхода игры некоторые игроки заметили несбалансированность персонажа (подробнее в разделе «Отзывы»). Руководитель по дизайну Джефф Каплан в июне 2016 года ответил, что команда разработчиков занимается этим вопросом. В итоге баланс героя был изменён в обновлении от 15 ноября того же года. Скорость передвижения мехи во время стрельбы была увеличена на 25 %. Уровень основного здоровья мехи был увеличен со 100 до 200 очков. Уровень брони (400 очков) остался прежним. Однако D.Va при таком изменении стала казаться игрокам неуязвимой, поэтому в одном из январских обновлений был снижен уровень брони (с 400 до 200), но увеличен показатель здоровья (с 200 до 400). Вместе с тем уменьшен урон от пуль, но увеличена скорострельность.

## Отзывы
После выхода игры некоторые игроки отмечали несбалансированность персонажа. По их мнению, D.Va являлась малоэффективным танком, так как обладала слабым уроном и была способна наносить значимые повреждения только вблизи. Разработчики ответили, что в противовес слабому урону у персонажа есть высокая подвижность, из-за чего его трудно убить. «Каждый персонаж имеет свои сильные и слабые стороны. Это и делает командную игру интересной», — прокомментировал главный дизайнер игры Джеф Гудман. Однако через несколько месяцев после выхода игры баланс героя был изменён в угоду игрокам.
Сам персонаж был встречен положительно. D.Va приобрела обширную базу поклонников и стала своего рода мемом. В фан-артах её часто изображают поедающей чипсы «Doritos» и «Cheetos» или пьющей газировку «Mountain Dew», что является шуточной отсылкой к популярному западному стереотипу о геймерах, якобы им нравится питаться подобными продуктами. Популярность также приобрела тиби-версия персонажа, прозванная «Gremlin DVA», ставшая героем творчества фанатов.

## Heroes of the Storm
D.Va была добавлена в игру в обновлении 2.0. Она стала пятым персонажем Overwatch в Heroes of the Storm.